# NGC 6984
NGC 6984 (другие обозначения — PGC 65798, ESO 235-20, AM 2054—520, IRAS20543-5203) — спиральная галактика с перемычкой (SBc) в созвездии Индеец.
Этот объект входит в число перечисленных в оригинальной редакции «Нового общего каталога».

## Особенности
В галактике за время наблюдений были обнаружены две сверхновые — одна из них, SN 2012im, относящаяся к классу Ic, 25 июля 2012 года как объект со звёздной величиной 17,7m; вторая, SN 2013ek, относилась к классу Ib и была открыта почти ровно через год, 24 июня 2013 г. как объект со звёздной величиной 16,9m на двух снимках с 30-секундной экспозицией и наблюдалась на снимке, сделанном телескопом «Хаббл» 19 августа 2013 года. Пространственная близость SN 2012im и SN 2013ek друг к другу (менее половины угловой секунды) заставила вначале заподозрить, что наблюдается повторный взрыв, поскольку вспышка двух сверхновых с промежутком около года в достаточно малом регионе весьма маловероятна. В спиральной галактике, подобной нашей, сверхновые в среднем вспыхивают раз в 30-100 лет. Однако вскоре выяснилось, что это два разных объекта.